# طبقات اجتماعی دوران ساسانی
در دوران ساسانیان مردمان به چهار طبقه اجتماعی تقسیم می‌شدند که مردم طبقه پایین این هرم قادر به بالا بردن طبقه خود نبودند و برای همیشه خود و نوادگان و پیشینیان آنها در همان طبقه باقی می‌ماندند:
- روحانیان (آسرُوان یا آسرونان)
- جنگیان یا ارتشتاران
- مستخدمین ادارات دبیران
- توده ملت (روستائیان یا واستریوشان و صنعتگران  یا هُتوخشان و شهریان)[۱]

## چهار کاسْتْ کشور (پیشَگ)
طبقات اجتماعی دوران ساسانی
نیاز است یادآوری شود طبقات اجتماعی یادشده ویژه کشور ساسانی بوده و در مورد ساختار اجتماعی مادها، هخامنشیان، اشکانیان و حتی بازماندگان فرمانروایان ساسانی استوار نیست.

## وضعیت اجتماعی در روزگار ساسانیان
جستار وابسته شاهنشاهی ساسانی § طبقات
سازمان اجتماعی پدید آمده با ساختار گروه‌بندی تخصصی مردم که دارای پیشرفته‌ترین سامانهٔ مدیریتی در زمان خود بوده‌است امکان رفاه و امنیت برای مردم و نیز تخصصی شدن و حرفه‌ای شدن گروه‌های اجتماعی می‌گردید.
اهمیت این طبقه‌بندی و تقسیم قدرت چنان بود که برای نمونه پس از یزدگرد اول بزرگان نگذاشتند پسران او به پادشاهی برسند و با کمک نعمان بن منذر بود که پسرش بهرام که در نزد پادشاهی حیره بزرگ شده بود توانست جانشین یزدگرد (پدرش) شود.
افزون بر این‌ها، یکی از دلایل ماندگاری هویت ایرانی پس از تسلط اعراب مسلمان بر ایران، بازمانده‌های همین طبقات اجتماعی نیرومند بودند، چنان‌که تاحدود یک قرن پس از فروپاشی فرمانروایی ساسانی هنوز کار مهم و تخصصی و حرفه‌ای دبیری مربوط به امور مالی و اداری با خط فارسی پهلوی و توسط ایرانیانی از همان خاندان طبقه دبیران انجام می‌شد.
همچنین، طبقه دهقانان و پیشه وران نیز پس از فروپاشی امپراتوری ساسانی تا چندین سده بعد ماندگار مانند و همین دهقانان یکی از گروه‌های نیرومند بودند که در نگهداشت هویت ایرانی بسیار مؤثر بودند.
هر یک از این طبقات به چند دسته تقسیم می‌شد. طبقهٔ روحانیان مشتمل بوده‌است بر: قضات (دادور) و علمای دینی. کم‌مرتبه‌ترین و متعددترین مرتبهٔ این علما صنف مغان بود، پس از آن موبد و هیربد و سایر اصناف روحانی که هر یک شغل و وظیفهٔ خاصی داشتند. دیگر از شعب طبقهٔ روحانی دستوران و معلمان بوده‌اند و این صنف اخیر را مغان اندرزبد می‌گفته‌اند.
طبقهٔ جنگجو مشتمل بر دو صنف سوار و پیاده بوده‌است، که وظایف مختلف داشته‌اند. اصنافی که در طبقهٔ مستخدمین ادارات تشخصی داده شده، از این قرار است: منشیان، محاسبان، نویسندگان احکام و محاکم و نویسندگان اجازه‌نامه و قراردادها و مورخان و پزشکان و منجمان نیز جزو این طبقه بشمار می‌آمده‌اند.
طبقهٔ توده هم مرکب از اصناف و شعبی بود مثل تجار و فلاحان و سوداگران و سایر پیشه‌وران.
هر یک از این طبقات رئیسی داشت، پیشوای موبدان را موبدان موبد می‌نامیدند. فرمانده کل سپاه یا رئیس جنگیان را ایران سپه‌بذ می‌نامیدند. رئیس دبیران ایران دبیربذ یا به اصطلاح دیگر دبیران مهشت. رئیس طبقهٔ چهارم را واستریوشان سالار یا به اصطلاح دیگر واسترپوش بذ یا هتخشبذ می‌گفتند. هر رئیس یک نفر بازرس در تحت اختیار داشت که مأمور سرشماری طبقه بود. بازرس دیگر موظف بود که به درآمد هر فردی از افراد طبقه، رسیدگی کند و نیز یکنفر آموزگار (اندرزبد) در اختیار او بود تا هرکس را از اوان کودکی علمی یا پیشه‌ای بیاموزد و او را به تحصیل معاش قادر کند.
در دوران نخستین ساسانی یک تقسیم اجتماعی دیگر وجود داشته که بی‌شبهه از بقایای عهد اشکانیان بوده‌است. نام این طبقات را در کتیبه شاپور یکم در حاجی‌آباد که به دو زبان نوشته شده‌است، می‌بینیم. شاپور یکم در آن سنگ‌نبشته کیفیت تیراندازی خود را در حضور شهرداران (امراء دولت) و واسپوهران (مقصود رؤسا یا به‌طور کلی افراد خاندان‌های بزرگ است) و ورزگان (بزرگان) و آزاذان (معنی آن کاملاً معلوم نشده‌است. احتمال می‌رود که در اصل نامی بوده باشد فاتحان آریایی در مقابل بومیان مغلوب اختیار کرده بوده‌اند) در اینصورت فقط طبقات ممتاز ذکر شده‌است.

## مغالطه تعمیم ناروادر مورد مردم ایران
اشتباه تاریخی از تعمیم دادن طبقات اجتماعی اواخر پادشاهی ساسانی به باقی دوره‌های تاریخی ایران و آریایی‌ها در زمان شاه سابق توسط مرحوم استاد محمدجواد مشکور صورت گرفت. در نشریه «بررسی‌های تاریخی» وابسته به ارتش شماره ۳ آبان ۱۳۵۴ با عنوان «طبقات مردم در ایران قدیم» آمده:

دربارهٔ هخامنشیان:
در روزگار هخامنشی مردم ایران بر پنج طبقه تقسیم می‌شدند از اینقرار: بزرگان، مغان، برزگران، و بازرگانان و پیشه‌وران.
دربارهٔ اشکانیان:
در دورهٔ اشکانی مردم بر پنج طبقه: بزرگان، مغان، برزگران، بازرگانان و پیشه‌وران تقسیم می‌شدند.
ادعاهایی که هرگز پایدار نشده و هیچ گواهی برای آن پیشنهاد نشده. حتی امروز پس از گذشت ۵۵ سال و پیشرفت دانش گذشته‌نگاری (تاریخ) هرگز چیز تازه‌ای در این زمینه دیده نمی‌شود. پیداست که مرحوم استاد مشکور در این باره دچار مغالطه تعمیم ناروا شده‌است.